# Hemsbünde
Hemsbünde è un comune di 1.256 abitanti della Bassa Sassonia, in Germania.
Appartiene al circondario (Landkreis) di Rotenburg (Wümme) (targa ROW) ed è parte della comunità amministrativa (Samtgemeinde) di Bothel.

## Geografia antropica

### Suddivisioni amministrative
Il erritorio comunale comprende il capoluogo Hemsbünde e le frazioni (Ortsteil) di Hassel, Hastedt e Worth.